# Silo nigricornis
Silo nigricornis là một loài trong họ Goeridae. Loài này phân bố ở miền Cổ bắc.